# Deutsch (månekrater)
Deutsch er et nedslagskrater på Månen. Det befinder sig på Månens bagside og er opkaldt efter den amerikanske astronom Armin J. Deutsch (1918 – 1969).
Navnet blev officielt tildelt af den Internationale Astronomiske Union (IAU) i 1970.

## Omgivelser
Deutschkrateret ligger sydvest for det større Seyfertkrater. Omkring en kraterdiameter mod øst-nordøst ligger Polzunovkrateret.

## Karakteristika
Krateret har en ret lav, eroderet rand, som er stærkt beskadiget i den sydøstlige del, hvor "Deutsch F"-krateret ligger over den mod øst og "Deutsch L"-krateret over den mod syd med en irregular region mellem sig. Kraterbunden i Deutsch er forholdsvis jævn, men mærket af et antal små nedslag.
En stråle fra Giordano Bruno-krateret mod nord-nordvest passerer langs den vestlige rand af Deutschkrateret.

## Satellitkratere
De kratere, som kaldes satellitter, er små kratere beliggende i eller nær hovedkrateret. Deres dannelse er sædvanligvis sket uafhængigt af dette, men de får samme navn som hovedkrateret med tilføjelse af et stort bogstav. På kort over Månen er det en konvention at identificere dem ved at placere dette bogstav på den side af satellitkraterets midte, som ligger nærmest hovedkrateret. Deutschkrateret har følgende satellitkratere:
| Deutsch | Længde  | Bredde   | Diameter |
| ------- | ------- | -------- | -------- |
| F       | 24,1° N | 112,0° Ø | 31 km    |
| L       | 22,4° N | 110,8° Ø | 36 km    |

## Måneatlas
- Billeder af Deutschkrateret i LPI-måneatlasset